# Nogueira (Braga)
Nogueira ist ein Ort und eine ehemalige Gemeinde (Freguesia) im Norden Portugals.

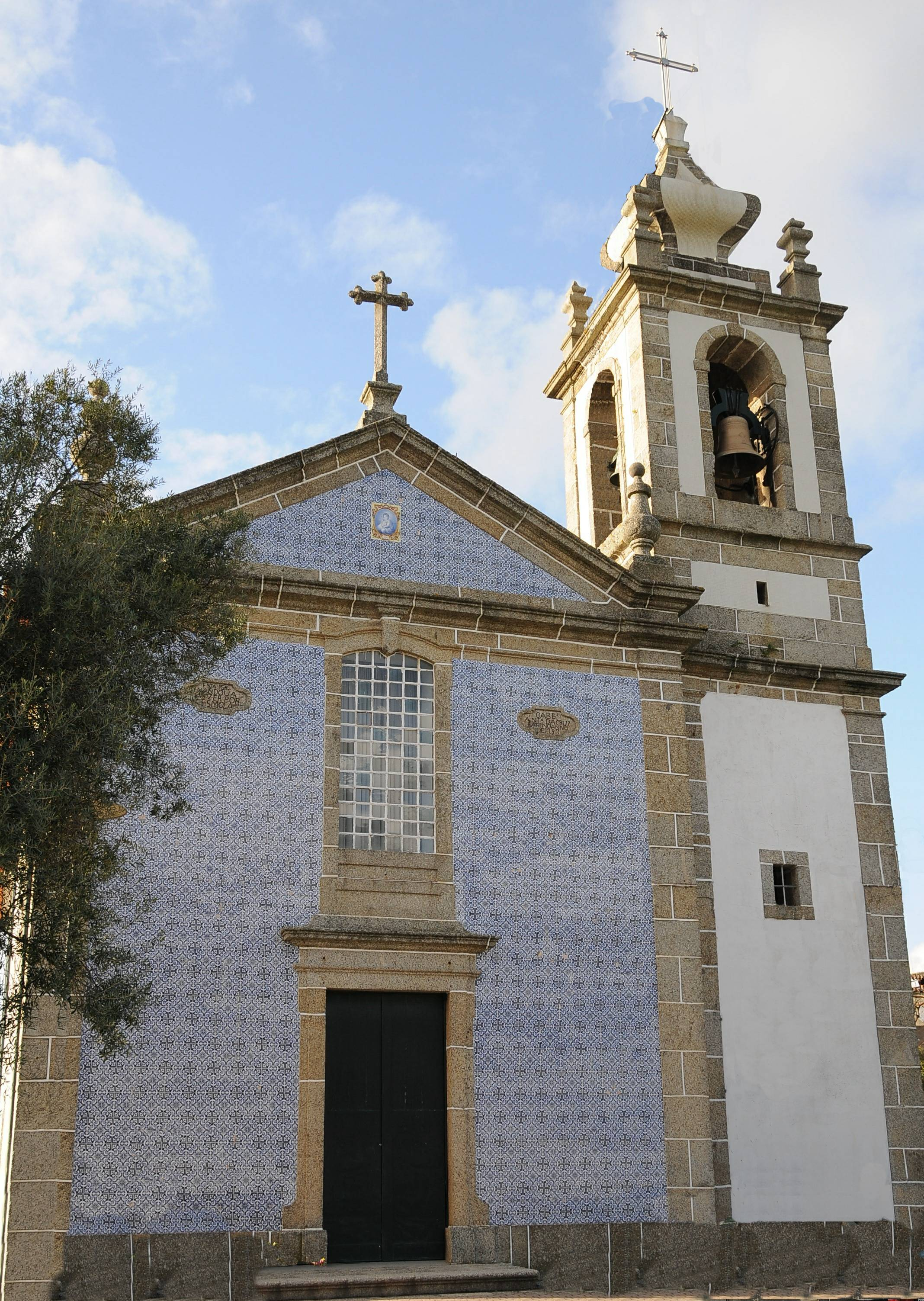
Kirche von Nogueira

Nogueira gehört zum Kreis und zur Stadt (pt: Cidade) Braga im Distrikt Braga. Die Gemeinde hatte eine Fläche von 5,2 km² und 5917 Einwohner (Stand 30. Juni 2011).
Am 29. September 2013 wurden die Gemeinden Nogueira, Fraião und Lamaçães zur neuen Gemeinde União das Freguesias de Nogueira, Fraião e Lamaçães zusammengeschlossen. Nogueira ist Sitz dieser neu gebildeten Gemeinde.